# Libro del consejo y de los consejeros
El Libro del consejo y de los consejeros es atribuido a un cierto maestro Pedro, es un manual acerca de las relaciones que el rey debía mantener con sus consejeros en el que se retoman temas tratados en el Secreto de los secretos y la Segunda Partida. Está inspirado en el Liber consolationis et consilii de Albertano de Brescia. 
Se nos ha conservado en cuatro manuscritos (en dos de ellos junto a los Castigos y documentos del rey don Sancho, lo que es muestra de la importancia que revestía a pesar de su brevedad).
Gómez Redondo lo estructura en tres partes:
1. La formación el consejero (capítulos 1-9).
2. La elección del consejo (capítulos 10-18).
3. La prueba del consejo (capítulos 19-21).